# هينريتش بيترز
هينريتش بيترز (بالألمانية: Heinrich Peters)‏ هو متسابق يخت ألماني معروف في مجال سباقات القوارب والإبحار (و. القرن 19 – القرن 20 م).

## وصلات خارجية
- هاينريش بيترز على موقع أوليمبيديا (الإنجليزية)